# Cleews Vellay

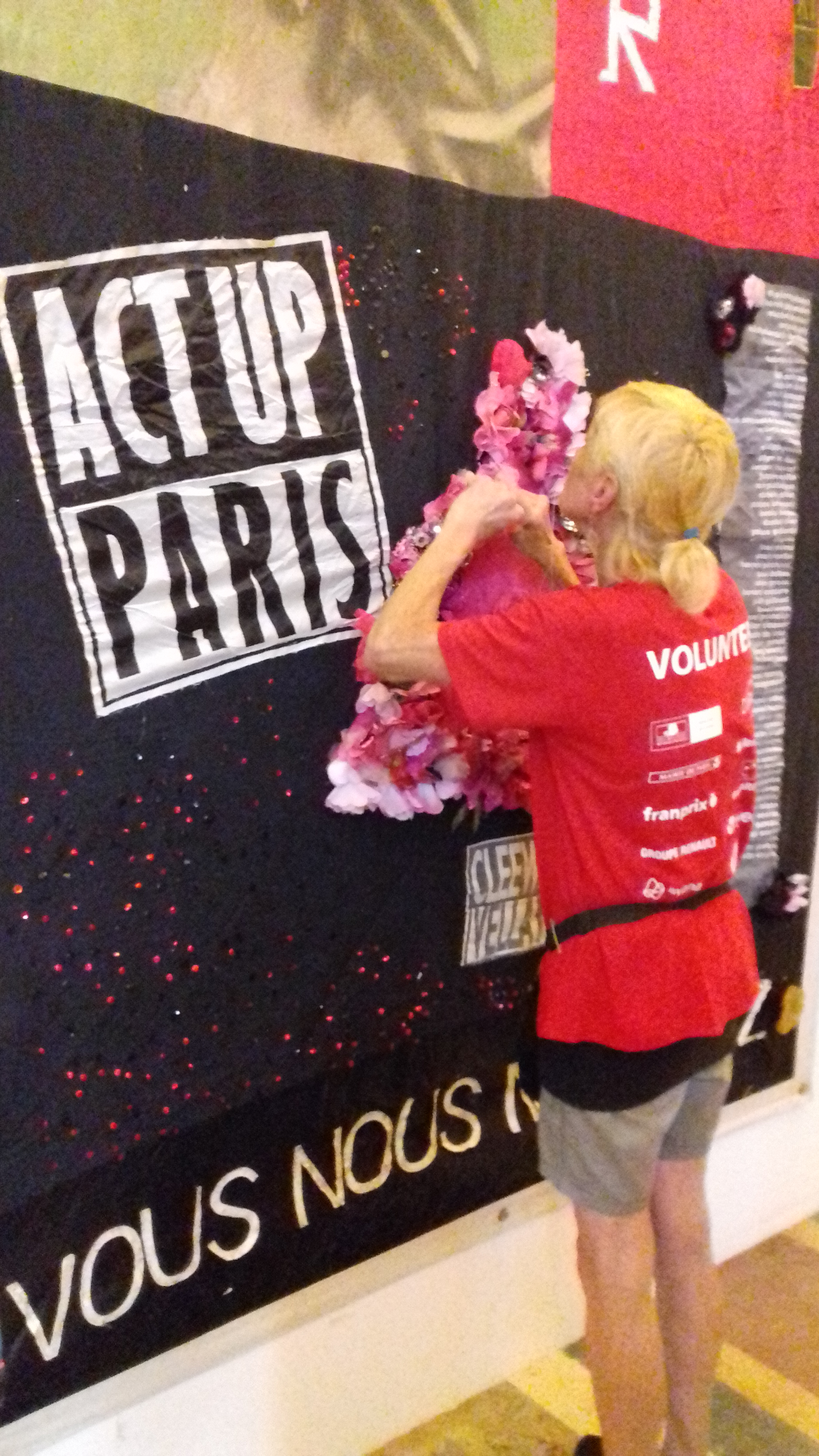
En 2018, Gert McMullin restaure le patchwork de l'activiste Cleews Vellay lors de son passage à Paris, à l'occasion de son exposition à l'Hôtel de Ville, en marge des GayGames.

Cleews Vellay (né à Gonesse le 3 février 1964 et mort à Paris du sida le 18 octobre 1994) fut président d'Act Up-Paris de 1992 à 1994. Il prit le relais de Didier Lestrade, premier président de l'association, et eut pour successeur Christophe Martet.

## Biographie
Issu d'un milieu populaire, Cleews Vellay exerça divers métiers : pâtissier, employé dans un chenil, puis enquêteur auprès de l'institut de sondages Ipsos. Homosexuel, il découvrit sa séropositivité à la fin des années 1980. Ayant adhéré à Act Up-Paris dès sa création en juillet 1989, Cleews Vellay devint responsable du Groupe d'action publique (GAP, chargé de l'organisation logistique des manifestations d'Act Up-Paris) puis fut élu président de l'association, poste qu'il occupa de septembre 1992 à septembre 1994.

### Combats
Pour combattre la maladie, lui assurer davantage de visibilité dans les médias et critiquer les graves manquements à l'éthique qui l'entouraient à l'époque, Cleews Vellay mena les actions suivantes :
- il osa assumer publiquement sa maladie aux côtés de Line Renaud lors du 1er Sidaction le 7 avril 1994, à une époque où beaucoup de malades mouraient du sida sans en parler ;
- il anima l'émission mensuelle d'Act Up-Paris, intitulée Le Rose et le Noir, sur Radio libertaire, en collaboration avec d'autres membres de l'association ;
- il rendit visible la prévention par la pose d'un préservatif géant sur l'obélisque de la place de la Concorde le 1er décembre 1993 ;
- il protesta contre l'interdiction du préservatif par le pape Jean-Paul II pendant la messe de la Toussaint à la cathédrale Notre-Dame de Paris le 1er novembre 1991 ;
- il hurla devant le ministère de la Santé pour réclamer des mesures d'urgence contre le sida ;
- il fonda la Commission prison d'Act Up-Paris, lui-même n'ayant jamais été incarcéré ;
- il participa à la commission Toxicomanie, lui-même n'étant pas dépendant ;
- il soutint la demande de justice des hémophiles lors de l'affaire du sang contaminé, lui-même ayant contracté le VIH par voie sexuelle ;
- il combattit l'expulsion des malades étrangers
- il critiqua le manque de prévention du VIH pour les femmes.

Pendant les cinq dernières années de sa vie, Cleews Vellay tenta de combattre tout ce qui avait rendu possible sa contamination et favorisait les ravages du sida :
- le silence sur la maladie ;
- les inégalités d'accès aux traitements médicaux ;
- l'opacité de la recherche scientifique ;
- l'homophobie, ses racines politico-religieuses et ses théoriciens ;
- l'incurie et la lâcheté des gouvernements en matière de prévention, d'accès aux soins et d'aide à la recherche ;
- les charlatans escrocs aux remèdes miracles, les médecins crapuleux et les laboratoires véreux;
- les promoteurs du dépistage obligatoire et de l'internement des séropositifs dans des sidatoriums.

### Décès
Cleews Vellay disparut à l'âge de trente ans le 18 octobre 1994. Le 26 octobre 1994, plus de 500 personnes, militants d'Act Up-Paris, amis et sympathisants, accompagnèrent son cercueil du Centre gay & lesbien de Paris au crématorium-columbarium du Père-Lachaise lors d'une procession publique au cours de laquelle furent distribués des tracts, conformément au souhait du défunt qui avait désiré faire de ses obsèques un « enterrement politique » assimilable à une manifestation. Il fallut à cette occasion contourner les lois françaises sur l'inhumation, avec le consentement tacite des pouvoirs publics. L'enterrement de Cleews Vellay se trouva ainsi relever de la désobéissance civile, mode d'action privilégié d'Act Up-Paris.
Plusieurs semaines après son décès, l'Allocation aux adultes handicapés (AAH) que Cleews Vellay demandait depuis plus d'un an lui fut enfin attribuée.
Quelques jours après son décès, Act Up-Paris jeta les cendres de Cleews Vellay sur une assemblée de l’UAP, pour demander que les séropositifs ne soient plus exclus des assurances, et une réunion de l'Agence du Médicament et des laboratoires Glaxo, pour empêcher la limitation de la distribution du nouveau traitement 3TC.

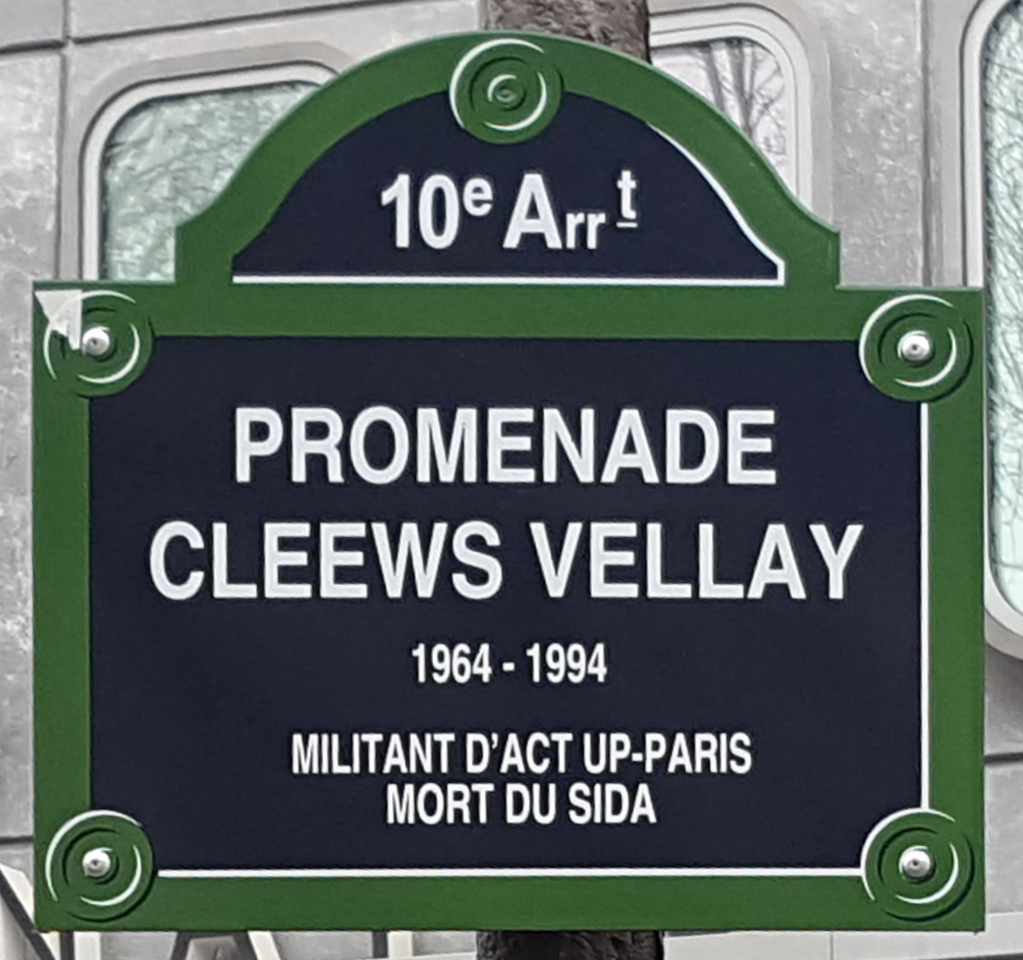
Panneau de la promenade Cleews-Vellay à Paris.

En signe d'hommage, la Mairie de Paris inaugure le 30 novembre 2019 une plaque et une promenade. La plaque sur la façade du 44, rue René-Boulanger où était situé le local de l’association, porte le message : « En mémoire de Cleews Vellay (1964-1994), militant d’Act Up-Paris, mort du sida ». La promenade Cleews-Vellay se trouve sur le terre-plein situé entre la rue René-Boulanger et le boulevard Saint-Martin,.

## Héritage culturel: le fonds d'archives de Cleews Vellay
En 2004, pour le dixième anniversaire du décès de Vellay, son compagnon Philippe Labbey fait don des archives de Vellay à l'Académie gay et lesbienne. Il autorise la publication de ces archives, considérant que Vellay fait partie de l'histoire de la lutte contre le sida et du combat contre les discriminations envers les homosexuels.
Après classement et scannage, les documents sont mis en ligne symboliquement le 18 octobre 2004 à 13 heures sur le site d'information du Conservatoire des archives et des mémoires homosexuelles de l'Académie gay et lesbienne.
Philippe Labbey est décédé en 2011.

## Citations
(octobre 2020).
Connu dans le milieu gay et lesbien pour la ferveur de son engagement dans la lutte contre le sida, Cleews Vellay l'était également pour son redoutable franc-parler, ses colères mémorables et son sens de la formule caustique, dont les responsables politiques, associatifs et scientifiques firent plus d'une fois les frais. Marqué par l'héritage clairement revendiqué du situationnisme, l'humour très « folle tordue » de « la présidente » était inséparable d'une conception radicale du combat pour les droits des personnes séropositives, des malades du sida et des personnes LGBT.

« Combien mourront avant moi ? Vais-je souffrir ? Serai-je conscient jusqu’au bout ? Retrouverai-je un jour ma libido, le goût et l’envie de faire l’amour avec mon mari ?… Philippe aura-t-il la force de me suivre jusqu’au bout, et ai-je le droit, la force, l’envie de le lui imposer ? Et qui s’occupera de lui après ? Aurai-je « mon » enterrement politique ?… Toutes ces questions qu’on se pose sans pouvoir les formuler vraiment à autrui. Toutes ces questions qui vous gâchent vos derniers jours. »

« Au fait, docteur, si demain vous me proposez des quetsches pour durer encore un peu, je les prendrai, jusqu’au dégoût, parce qu’il faut bien l’avouer ici : j’ai envie de vivre, et pas seulement pour faire chier le monde. »

« Le fait d'être séropositif n'a pas changé la façon dont je fais ma vaisselle. »

« Si Mitterrand ne peut plus parler, qu'il nous le dise. »

## Filmographie
- Brigitte Tijou (réalisation), Portrait d'une présidente, Artefilm, Canal Plus, Paris, 1995.
- Robin Campillo s'est inspiré de Cleews Vellay pour créer le personnage de Sean dans 120 battements par minute[11]